# 悲喜邊緣的旅館
《悲喜邊緣的旅館》（英語：Hotel on the Corner of Bitter and Sweet）是歷史小說，也是暢銷小說（2009年），作者是傑米·福特，內容關於一個中國男孩和一個日本女孩在第二次世界大戰中的愛情和友誼。